# Lugal
Lugal (sumersko LÚ.GAL, veliki mož,  novoasirsko , lugal) je bil eden od več sumerskih nazivov vladarjev mestnih držav. Uporabljala sta se tudi naziva en in ensi. Natančna razlika med slednjima je še vedno predmet razprav. Med nazivi je nazadnje prevladal lugal, ki v sumerščini lahko pomeni tudi lastnika, na primer ladje, ali glavnega v neki manjši enoti, na primer glavo družine.

## Klinopis
Klinopisni znak LUGAL (Borger nr. 151, Unicode U+12217) je v sumerskih, akadskih in hetitskih klinopisnih besedilih služil kot determinativ, da je naslednja beseda ime kralja. V akadskem pravopisu se je namesto njega lahko uporabljal tudi zlog  šàr, ki ima enak pomen in izhaja iz akadskega izraza  šarrum – kralj.

## Lugal, ensi in en
O tem, kaj je v 3. tisočletju pr. n. št. pomenil naslov lugal, obstaja več teorij. Nekateri znanstveniki so prepričani, da se je vladar posamezne mestne države običajno imenoval ensi, medtem ko se je vladar  zveze mestnih držav, ozemlja več mest ali morda cele Sumerije  imenoval  lugal. Med lugalove pristojnosti so spadale določene ceremonialne in verske dejavnosti, presojanje v mejnih sporih in obramba pred zunanjimi  napadalci. Po smrti je moral njegovo funkcijo prevzel njegov najstarejši sin. Zanimivo je, da se je naslov  lugal (kot gospodar) včasih nanašal tudi na ensija Lagaša – mestnega zavetnega boga Ningirsuja.  Vse kaže, da sta imela naslova ensi, še bolj pa en, tudi duhovniško ali sakralno vsebino. Naslov en se je kasneje uporabljal  samo na duhovnike.  
Drugi znanstveniki trdijo, da so bili naslovi ensi, en in lugal naslovi lokalnih suverenov v mestnih državah Lagaš, Uruk oziroma Ur,  vendar so se uporabljali tudi v večini ostalega dela Sumerije. Različni naslovi so morda izražali različne vidike mezopotamskega koncepta  kraljevanja. Za lugala tistega časa se domneva, da je bil običajno »mlad mož z izjemnimi lastnostmi, po poreklu iz posestniške družine«. Thorkild Jacobsen je teoretiziral, da je bil lugal prvotno v vojnem času izvoljen vojaški poveljnik, medtem ko se je na podoben način izvoljen en ukvarjal z notranjimi zadevami. Med prvimi vladarji, ki so na napisih omenjeni kot lugali, sta Enmebaragesi in Mesilim iz Kiša  ter Meskalamduk in Mesanepada in več njunih naslednikov iz Ura. V Sumeriji se je, vsaj od Tretje urske dinastije dalje, naslov lugal uporabljal za aktualnega vladarja Sumerije. 

### Lugal v Amarnskih pismih
V Amarnskih pismih, ki vsebujejo predvsem korespondenco med egipčansko državno upravo in njenimi predstavniki v Kanaanu in Amoritskem kraljestvu v severozahodni Siriji v času Novega kraljestva, se naslov lugal uporablja za  naslavljanje kraljev in  faraonov. V uvodih številnih pisem, ki so jih faraonu pisali vazali, bi se moral uporabljati naslov  Šàr-ri (za šarrum), vendar se je namesto njega uporabljal naslov Lugal-ri.